# Ахалая, Гигла
Гигла Ахалая (груз. გიგლა ახალაია; род. 3 июня 1984) — грузинский футболист, игравший на позиции полузащитника.

## Биография
Взрослую футбольную карьеру начал в 2001 году в любительском клубе «Голеадор» из Москвы. Вскоре после этого вернулся в Грузию, где сыграл 1 матч в национальном чемпионате за тбилисский клуб «Мерани-91».
В 2002 году подписал контракт с запорожским «Металлургом», но за украинскую команду не сыграл ни одного официального матча. В 2003 перешёл в «Зарю-2» (Юбилейный), которая выступала в чемпионате Луганской области. В июле того же года получил вызов в первую команду «Зари», в футболке которой дебютировал 25 июля 2003 года в выездном поединке 2-го тура Первой лиги Украины против бородянской «Системы-Борекс». Ахалая вышел на поле в стартовом составе, а на 56 минуте его заменил Андрей Шпак. Единственным голом в футболке «Зари» отметился 10 августа 2003 на 80 минуте выездного поединка 1/32 финала Кубка Украины против днепродзержинской «Стали». Ахалая вышел на поле в стартовом составе и отыграл весь матч. Всего в команде сыграл один сезон, за который сыграл в 13 матчах, а также 2 матча (1 гол) сыграл в Кубке Украины. В 2004 году также выступал за «Зарю-Горняк» (Юбилейный). За два сезона выступлений в чемпионате области сыграл 9 матчей.
В 2004 году вернулся в Грузию, где усилил тбилисский «Локомотив-2» из Пирвели лига. Однако, уже вскоре после этого перешел в «Торпедо» (Кутаиси). В своем первом сезоне в новой команде сыграл 9 матчей. Футбольную карьеру завершил в 2005 году в составе вышеуказанного клуба. 